# Helicopis tersa
Helicopis tersa är en fjärilsart som beskrevs av Hans Ferdinand Emil Julius Stichel 1919. Helicopis tersa ingår i släktet Helicopis och familjen Riodinidae. Inga underarter finns listade i Catalogue of Life.